# Cardiocondyla minutior

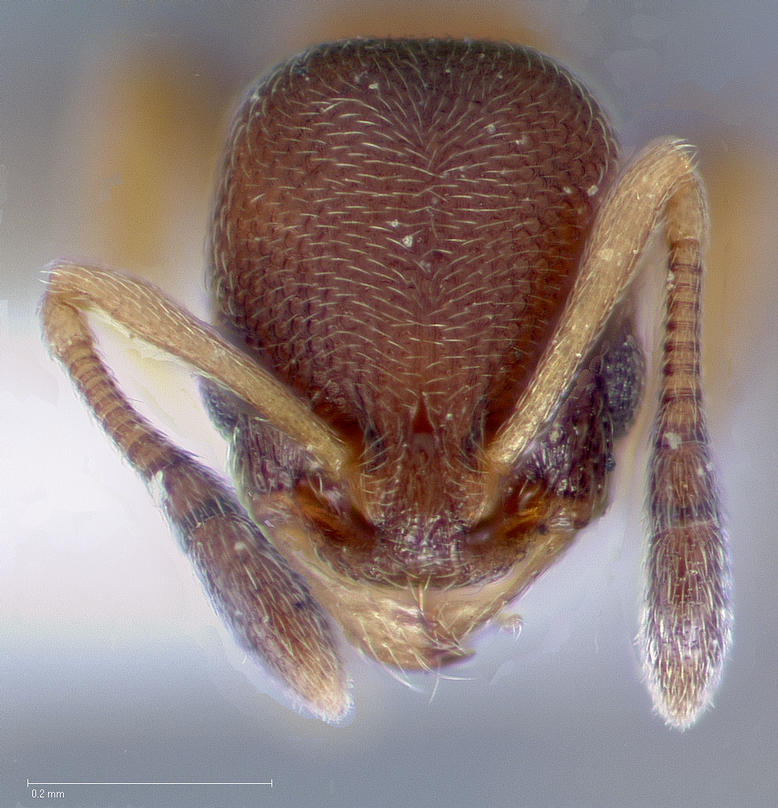
Голова рабочего муравья

Cardiocondyla minutior (лат.) — вид мелких муравьёв рода Cardiocondyla из подсемейства мирмицин (Myrmicinae). Пантропический инвазивный вид, происходящий из Юго-Восточной Азии.

## Распространение
Пантропический инвазивный вид, происходящий из Юго-Восточной Азии (Вьетнам, Индия, Индонезия, Непал, Шри-Ланка), также обнаруженный в Северной Америке (Мексика, США), Центральной (Коста-Рика, Никарагуа) и Южной Америке (Бразилия, Колумбия), на островах Карибского бассейна (Куба, Пуэрто-Рико, Ямайка) и Океании (Гавайские острова, Галапагосы, Фиджи), в Новой Зеландии, Японии, Йемене и на Сокотре и Мадагаскаре (в Африке не обнаружен). Это один из пяти видов рода Cardiocondyla распространившийся с помощью человеческой коммерции: Cardiocondyla obscurior, Cardiocondyla mauritanica, C. minutior, Cardiocondyla emeryi и Cardiocondyla wroughtonii.

## Описание
Длина около 2 мм. Основная окраска тела коричневая. Отличается от близких видов промерами и индексами, а также следующими признаками: мезосома на всей поверхности скульптурирована; сегменты стебелька с более мелкой и тонкой сеткой, чем на мезосоме, узлы иногда слегка блестящие; первый тергит с тонким микроретикулумом, который может быть затемнён загрязнёнными поверхностями; опушение на всём теле длинное и плотное. Цвет головы, мезосомы и стебелька значительно варьирует от грязно-желтоватого до тёмно-грязно-коричневого, брюшко тёмное до черновато-коричневого. Вид был впервые описан в 1899 году швейцарским энтомологом Огюстом Форелем по материалам из Гавайских островов, а его валидный статус подтверждён в ходе ревизии, проведённой в 2023 году немецким мирмекологом Б. Зейфертом (Bernhard Seifert; Зенкенбергский музей). Вместе с C. goa, C. tjibodana и другими эти виды отнесены к видовой группе Cardiocondyla minutior Group, для которой характерны признаки: голова удлинённая с довольно высоким постокулярным индексом и узким лобком, метанотальная впадина слабая или отсутствует, проподеальные шипы короткие, постпетиоль с плоским стернитом и низкий, опушение на первом тергите брюшка довольно длинное и плотное.

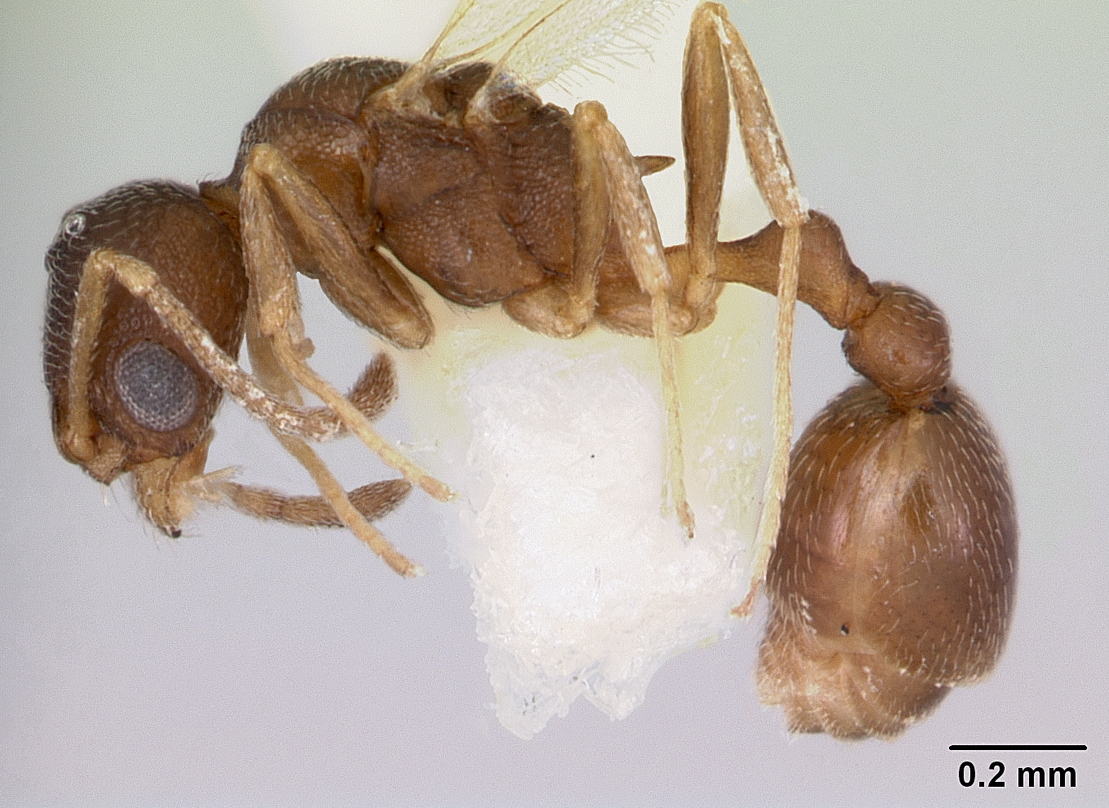
Самка
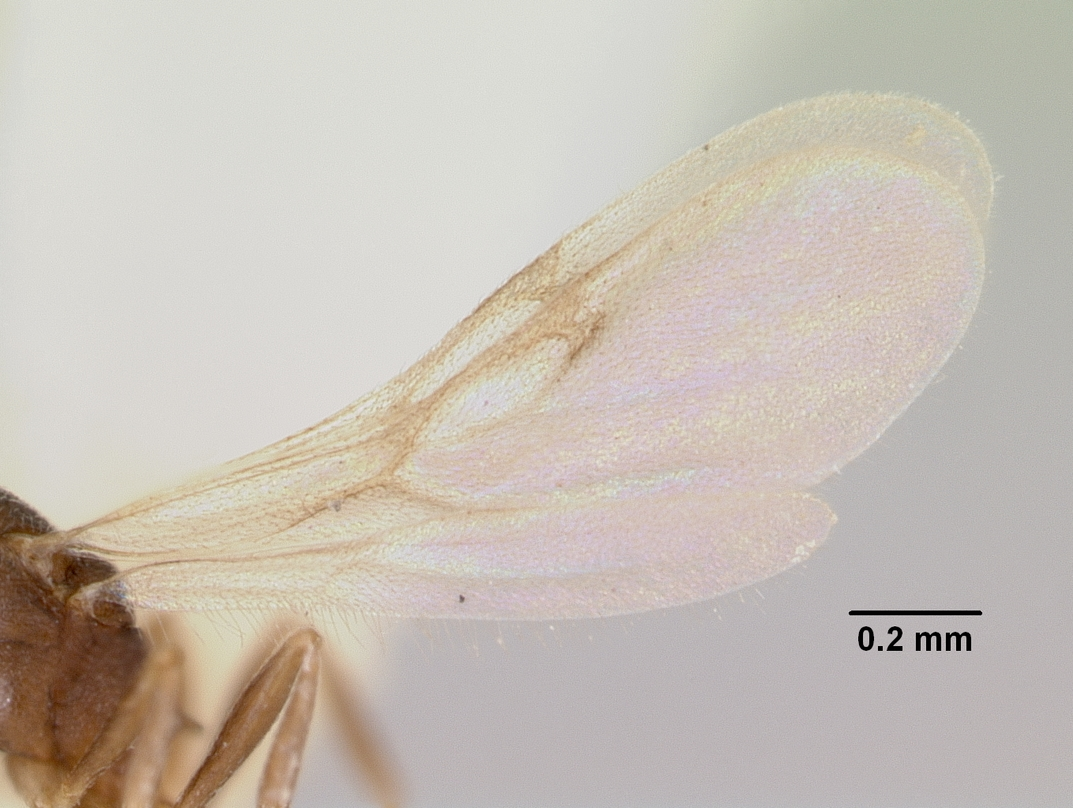
Крыло самки

### Биология
Колонии живут в небольших муравейниках в земле, на открытых, нарушенных участках с голой или слабо травянистой почвой, в садах и плантациях. Встречаются как крылатые, так и эргатоидные самцы. Крылатые самцы распространяются, как правило, после спаривания в родной колонии. Известно, что эргатоидные самцы не рассеиваются из родной колонии. Вместо этого они сражаются с другими эргатоидными самцами, что обычно приводит к гибели всех самцов, кроме одного. Как и любой вид Cardiocondyla с потенциалом инвазиных видов, C. minutior не оказывает значительного экологического воздействия, и кажется маловероятным, благодаря его малочисленности, что он когда-либо станет значительным вредителем после дальнейшего расширения ареала.
Уорд в 2005 году сообщил, что в Калифорнии (США) C. minutior смог выжить в местах, где доминировал инвазивный аргентинский муравей (Linepithema humile).

### Генетика
Японская популяция C. minutior имеет кариотип 2n = 30.